# Muang Xaignabouli
Muang Xaignabouli (laot. ໄຊຍະບູລີ) – miasto w północno-zachodniej części Laosu, w prowincji Xaignabouli, której jest stolicą.